# تایپی کونکا
تایپی کونکا (به اسپانیایی: Taypi Kunka) یک کوه در پرو است که در پرو واقع شده‌است. تایپی کونکا ۴٬۸۰۰ متر بالاتر از سطح دریا واقع شده‌است.